# Loretta Young
Loretta Young, ursprungligen Gretchen Young, född 6 januari 1913 i Salt Lake City, Utah, död 12 augusti 2000 i Los Angeles, Kalifornien, var en amerikansk skådespelare. Young medverkade i filmer som Man tror vi är gifta... (1940), Främlingen (1946), Katrin gör karriär (1947), Ängel på prov (1947) och Nunnan och spelaren (1949).

## Biografi
När Loretta Young var tre år gammal separerade hennes föräldrar och hennes mor flyttade med barnen till Hollywood, och öppnade där ett pensionat. Hon var bara fyra år när hon började som barnstatist i filmer. Sin första roll fick hon av misstag; regissören ringde hem till familjen Young och frågade efter Youngs äldre syster, men eftersom denna inte var anträffbar gick rollen till Gretchen, sedermera Loretta, istället.
Young hade elegans, var rosenkindad, med fylliga läppar och höga kindknotor. Hon fick fler och fler roller och i mitten av 1930-talet var hon en etablerad stjärna. År 1947 erhöll hon en Oscarsstatyett för bästa skådespelerska för sin roll i Katrin gör karriär.
Loretta Young drog sig tillbaka från filmen 1953 för att göra karriär i TV; hennes TV-show The Loretta Young Show var en stor succé åren 1953–1960. 
Young har två stjärnor på Hollywood Walk of Fame för insatser inom film och television. De återfinns vid adresserna 6100 Hollywood Blvd. och 6135 Hollywood Blvd.
Loretta Young var gift tre gånger, första gången med skådespelaren Grant Withers åren 1930–1931. Andra gången med producenten Tom Lewis 1940–1969 med vilken hon fick två söner. Tredje gången med kläddesignern Jean Louis från 1993 fram till dennes död 1997. Hon hade tillsammans med skådespelaren Clark Gable en dotter född 1935.
Young avled i cancer år 2000 och är begravd på Holy Cross Cemetery i Culver City i Kalifornien.

## Filmografi i urval
- 1927 – Naughty but Nice (debut)
- 1930 – Lord galenpanna
- 1931 – Platinum Blonde
- 1931 – The Stolen Jools
- 1933 – Vi som gå affärsvägen
- 1933 – Själar till salu
- 1933 – Två människor
- 1935 – Skriet från vildmarken
- 1936 – Ramona
- 1936 – Den ödesdigra timmen
- 1936 – Ett paradis för två
- 1937 – Åh, en sån fästman!
- 1938 – Fyra män och ett löfte
- 1939 – Triumf
- 1940 – Han stannade till frukost
- 1940 – Man tror vi är gifta...
- 1941 – Som man bäddar...
- 1942 – En natt att minnas
- 1943 – Det brinner i östern
- 1944 – De våga livet
- 1944 – Redo för morgondagen
- 1946 – Främlingen
- 1947 – Katrin gör karriär
- 1947 – Ängel på prov
- 1948 – Kvinnan i vildmarken
- 1949 – Tjusiga professorn
- 1949 – Nunnan och spelaren
- 1950 – Styv i korken
- 1951 – Farligt meddelande
- 1952 – För din skull

## Bilder

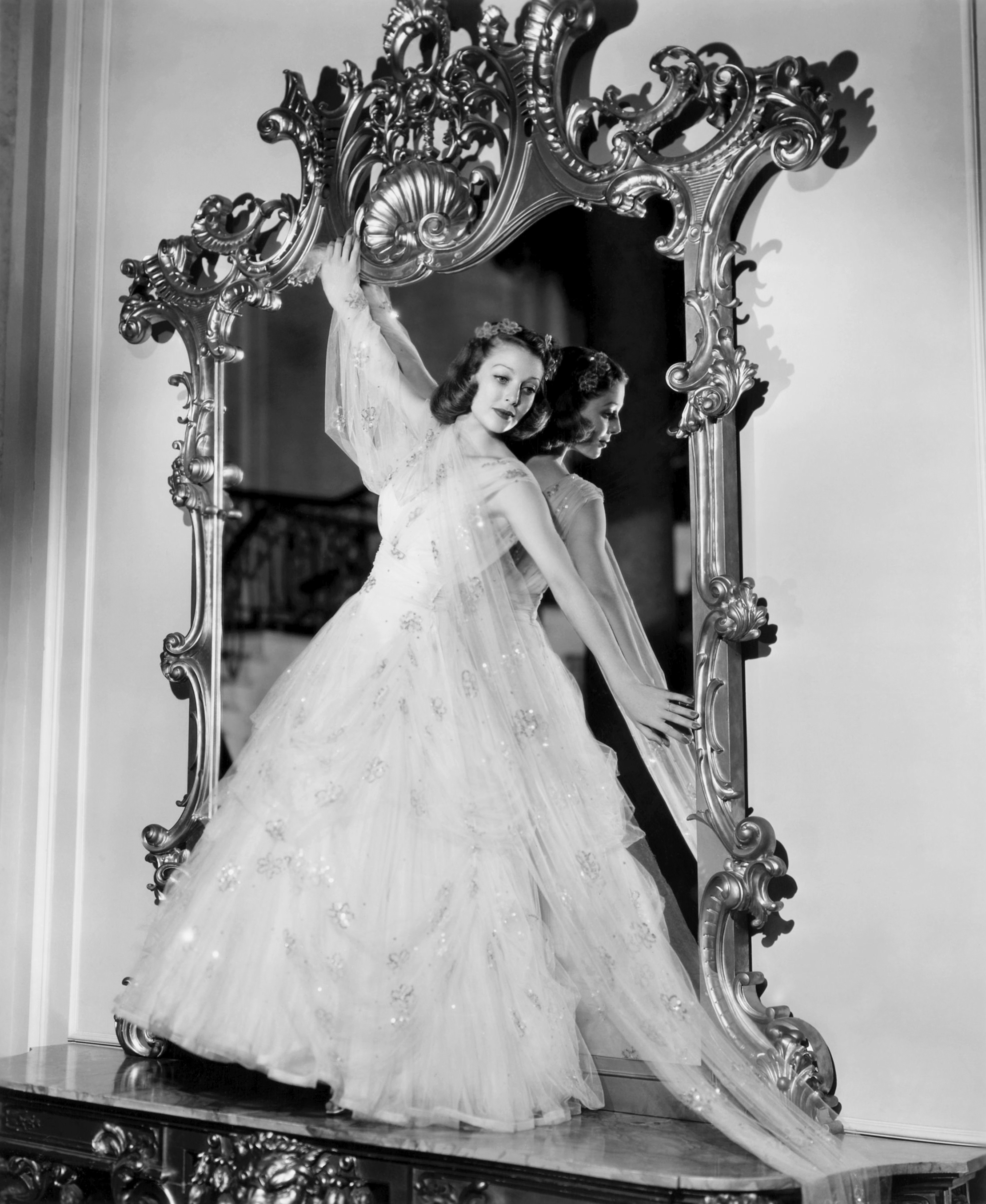
Loretta Young 1937.
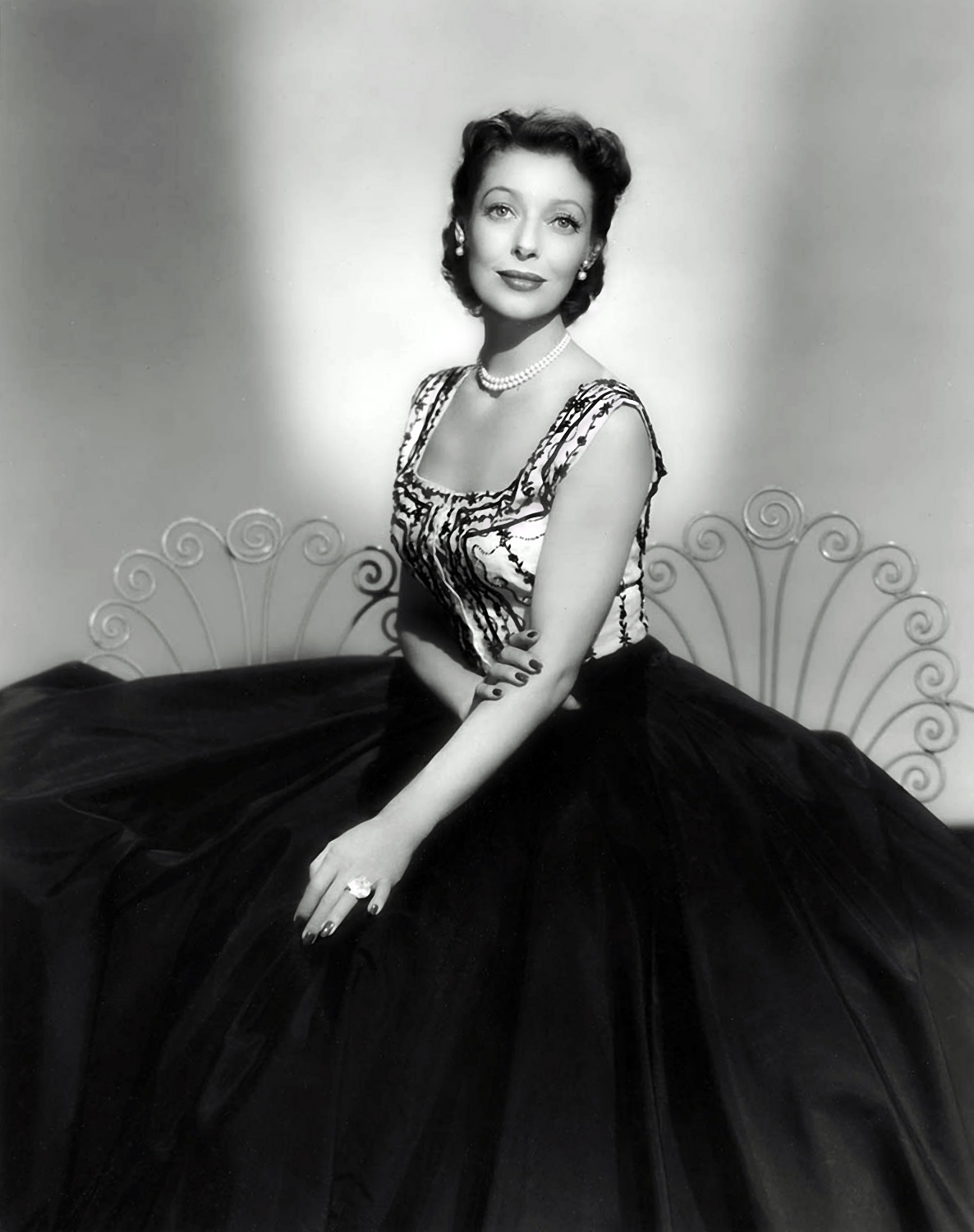
Loretta Young under 1940-talet.
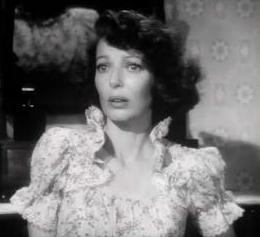
Loretta Young i Farligt meddelande (1951).